# Jako bychom dnes zemřít měli
Jako bychom dnes zemřít měli je kniha spisovatele Miloše Doležala pojednávající o životě faráře Josefa Toufara, umučeného příslušníky StB v souvislosti s takzvaným číhošťským zázrakem. Vyšla v říjnu 2012 v nakladatelství Nová tiskárna Pelhřimov a brzy se z ní stal bestseller. Kniha také zvítězila v anketě Kniha roku Lidových novin 2012. Knihu autor připravoval přes 20 let a během té doby shromáždil řadu neznámých podrobností o životě číhošťského faráře a mnoho fotografií včetně fotografií všech svědků, kteří viděli pohybující se kříž na hlavním oltáři. Na rozdíl od většiny ostatních knih o Josefu Toufarovi se Doležal nesoustředí pouze na číhošťský zázrak a farářovu smrt, ale popisuje celý Toufarův život.

## Film
V listopadu 2016 byl uveden stejnojmenný dokument České televize, natočený Romanem Vávrou podle Doležalova scénáře. Předpremiéra filmu se konala 25. listopadu 2016 v číhošťském kostele, přímo v místech údajného zázraku.

## Divadlo
Kniha je námětem inscenace Alžběty Michalové a Barbary Herz Zpráva o zázraku, která se od ledna 2015 hraje ve Sklepní scéně Divadla Husa na provázku v produkci platformy Dok.trin. Josefa Toufara zde hraje Michal Bumbálek.

### Recenze
- LUKAVEC, Jan. Doležal, Miloš: Jako bychom dnes zemřít měli (in LtN). iLiteratura.cz [online]. 2013-02-15 [cit. 2014-02-26]. Dostupné online.